# Martin Kirsch
Martin Kirsch (* 1965 in Berlin) ist ein deutscher Historiker.

## Leben
Kirsch studierte von 1984 bis 1991 Geschichte und Rechtswissenschaften an den Universitäten Genf, Berlin und Münster. Seine Magisterarbeit verfasste er 1991 zum Thema „Die Republikanisierung der französischen Nation 1879/80–1914“ an der Freien Universität zu Berlin. Im Jahr 1997 promovierte er mit einer Arbeit mit dem Titel „Der monarchische Konstitutionalismus im 19. Jahrhundert – Frankreich (1789–1877/79) im europäischen Vergleich“ bei Hartmut Kaelble an der Humboldt-Universität zu Berlin. Diese schloss er mit dem Prädikatsexamen (summa cum laude) ab. Seine Promotion wurde durch ein Stipendium des Evangelischen Studienwerks und des Deutschen Akademischen Austauschdienstes (DAAD) gefördert. Von 1995 bis 2000 war Kirsch Wissenschaftlicher Mitarbeiter von Hartmut Kaelble im Rahmen der DFG-Forschergruppe „Historisch-sozialwissenschaftlicher Gesellschaftsvergleich“ an der Humboldt-Universität zu Berlin. Von 2003 bis 2009 war Kirsch Juniorprofessor für Neuere und Neueste Geschichte und deren Didaktik an der Universität Koblenz-Landau, Campus Landau. Da der Studiengang Geschichte 2006 am Campus Koblenz konzentriert wurde und im Sommersemester 2006 die letzten Studierenden aufgenommen wurden, war Kirsch der letzte Inhaber dieser Professur. Von 2010 bis 2011 war Kirsch Forschungsstipendiat der Gerda Henkel Stiftung zum Thema: „Europahistoriographie in der Mitte des 20. Jhs. (1920er–1970er Jahre)“ und von 2012 bis 2014 Leiter der Bereiche „Politik & Geschichte“ und „EU & Europa“ bei der Deutschen Gesellschaft e. V. Er war Mitglied der Vereinigung für Verfassungsgeschichte.
2014 war er Gründungsmitglied des Vereins „translations – zur Förderung der Kultur und Demokratie Europas“. In diesem betreut er als Vorstandsmitglied Projekte zur demokratischen Revolution 1989 an Schulen. Daneben ist er Lehrer für Recht, Geschichte und Sozialkunde an der Hans-Litten-Schule in Berlin.

## Forschungsschwerpunkte
Kirschs Interessen und Forschungsschwerpunkte sind die Vergleichende europäische Politik- und Verfassungsgeschichte (18.–21. Jahrhundert), die Wissenschaftsgeschichte (insbesondere die Geschichte der Geschichtswissenschaft im 20. Jahrhundert), transnationale Migration und Identitäten im 20. Jahrhundert sowie Geschichtsdidaktik (insbesondere das Geschichtsbewusstsein).

## Veröffentlichungen
Eine Übersicht der Veröffentlichungen von Martin Kirsch bietet die Universität Koblenz-Landau und die Humboldt-Universität Berlin:
- mit Pierangelo Schiera (Hrsg.): Denken und Umsetzung des Konstitutionalismus in Deutschland und anderen europäischen Ländern in der ersten Hälfte des 19. Jahrhunderts (= Schriften zur Europäischen Rechts- und Verfassungsgeschichte, Bd. 28), Duncker & Humblot, Berlin 1999, ISBN 978-3-428-09769-2.
- mit Pierangelo Schiera (Hrsg.): Verfassungswandel um 1848 im europäischen Vergleich (= Schriften zur Europäischen Rechts- und Verfassungsgeschichte, Bd. 38), Duncker & Humblot, Berlin 2013, ISBN 978-3-428-79799-8.
- mit Hartmut Kaelble/Alexander Schmidt-Gernig (Hrsg.): Transnationale Öffentlichkeiten und Identitäten im 20. Jahrhundert, Campus-Verlag, Frankfurt/New York 2002, ISBN 978-3-593-37048-4.[6]
- mit Anne G. Kosfeld/Pierangelo Schiera (Hrsg.): Der Verfassungsstaat vor der Herausforderung der Massengesellschaft. Konstitutionalismus um 1900 im europäischen Vergleich (= Schriften zur Europäischen Rechts- und Verfassungsgeschichte, Bd. 41), Duncker & Humblot, Berlin 2002, ISBN 978-3-428-10734-6.[7]
- mit Peter Brandt/Arthur Schlegelmilch (Hrsg.): Quellen zur europäischen Verfassungsgeschichte im 19. Jahrhundert. Institutionen und Rechtspraxis im gesellschaftlichen Wandel, CD-ROM 1: Europa um 1800, Verlag J.H.W. Dietz Nachf. Bonn, Bonn 2004.
- mit Peter Brandt/Arthur Schlegelmilch (Hrsg.): Handbuch der europäischen Verfassungsgeschichte im 19. Jahrhundert. Institutionen und Rechtspraxis im gesellschaftlichen Wandel, Bd. 1: Europa um 1800, J.H.W. Dietz Nachf., Bonn 2006, ISBN 978-3-8012-4144-5.
- mit Hartmut Kaelble (Hrsg.): Selbstverständnis und Gesellschaft der Europäer. Aspekte der sozialen und kulturellen Europäisierung im späten 19. und 20. Jahrhundert, Peter Lang,[8] Frankfurt am Main 2008, ISBN 978-3-631-56008-2.[9][10]
- mit Peter Brandt/Werner Daum/Arthur Schlegelmilch (Hrsg.): Quellen zur europäischen Verfassungsgeschichte im 19. Jahrhundert. Institutionen und Rechtspraxis im gesellschaftlichen Wandel, CD-ROM 2: Europa 1814/15–1847, J.H.W. Dietz Nachf., Bonn 2010.
- mit Peter Brandt/Werner Daum/Arthur Schlegelmilch (Hrsg.): Handbuch der europäischen Verfassungsgeschichte im 19. Jahrhundert. Institutionen und Rechtspraxis im gesellschaftlichen Wandel. Band 2: 1815–1847, J.H.W. Dietz Nachf., Bonn 2012, ISBN 978-3-8012-4141-4.
- mit Peter Brandt/Werner Daum/Arthur Schlegelmilch (Hrsg.): Handbuch der europäischen Verfassungsgeschichte im 19. Jahrhundert. Institutionen und Rechtspraxis im gesellschaftlichen Wandel. Band 3: 1848–1870, J.H.W. Dietz Nachf., Bonn 2020, ISBN 978-3-8012-4142-1.